# امپانیهی
امپانیهی (به لاتین: Ampanihy) یک سکونتگاه مسکونی در ماداگاسکار است که در آتسیمو-آندرفانا واقع شده‌است.